# Richard Baggallay
Richard Baggallay (1816 - 1888) est un avocat britannique, qui est député conservateur pendant huit ans au cours desquels il sert au gouvernement pendant un an en tant que procureur général. Il est ensuite nommé juge à la Cour d'appel.

## Biographie
Baggallay est l'un des fils de Richard Baggallay, de Stockwell, membre de la Merchant Taylors' Company et important magasinier de la City de Londres (décédé en 1870). Il fréquente le Gonville and Caius College, à Cambridge, où il obtient un BA en 1839 suivi d'une maîtrise en 1842 . Il est admis au barreau du Lincoln's Inn en 1843.
Bagallay siège en tant que député conservateur pour Hereford de 1865 à 1868 . Il est fait chevalier le 14 décembre 1868 après avoir perdu son siège, mais est réélu en 1870 comme député de Mid Surrey, occupant le siège jusqu'en 1875 . Il sert brièvement comme solliciteur général sous Benjamin Disraeli en 1868 et à nouveau en 1874, et comme procureur général sous Disraeli de 1874 à 1875. En 1875, il est admis au Conseil privé et est nommé à la nouvelle Cour d'appel, où il sert jusqu'à sa mort en 1888.

## Vie privée
Il épouse, le 25 février 1847, Marianne, fille cadette de Henry Charles Lacy de Withdean Hall, Sussex, dont il a des enfants .
Des années plus tard, Baggallay souffre d'une mauvaise santé et meurt alors qu'il est en convalescence au 10 Brunswick Square, Hove, Sussex. Il est enterré au South Metropolitan Cemetery de Norwood.